# Кентаври
Кента́ври, або цента́ври (грец. Κένταυροι) — у давньогрецькій міфології — химерні істоти, напівлюди-напівконі. Кентаври були нащадками Іксіона та вели переважно дикунський спосіб життя.

## Етимологія
Походження слова «кентавр» неясне. Етимологія кен (пронизувати, колоти) + тавр (бик), пропонувалася в евгемеризмі, де кентаври пояснювалися як кінні лучники, що знищували стадо биків, від яких потерпало царство Іксіона.

## У міфах

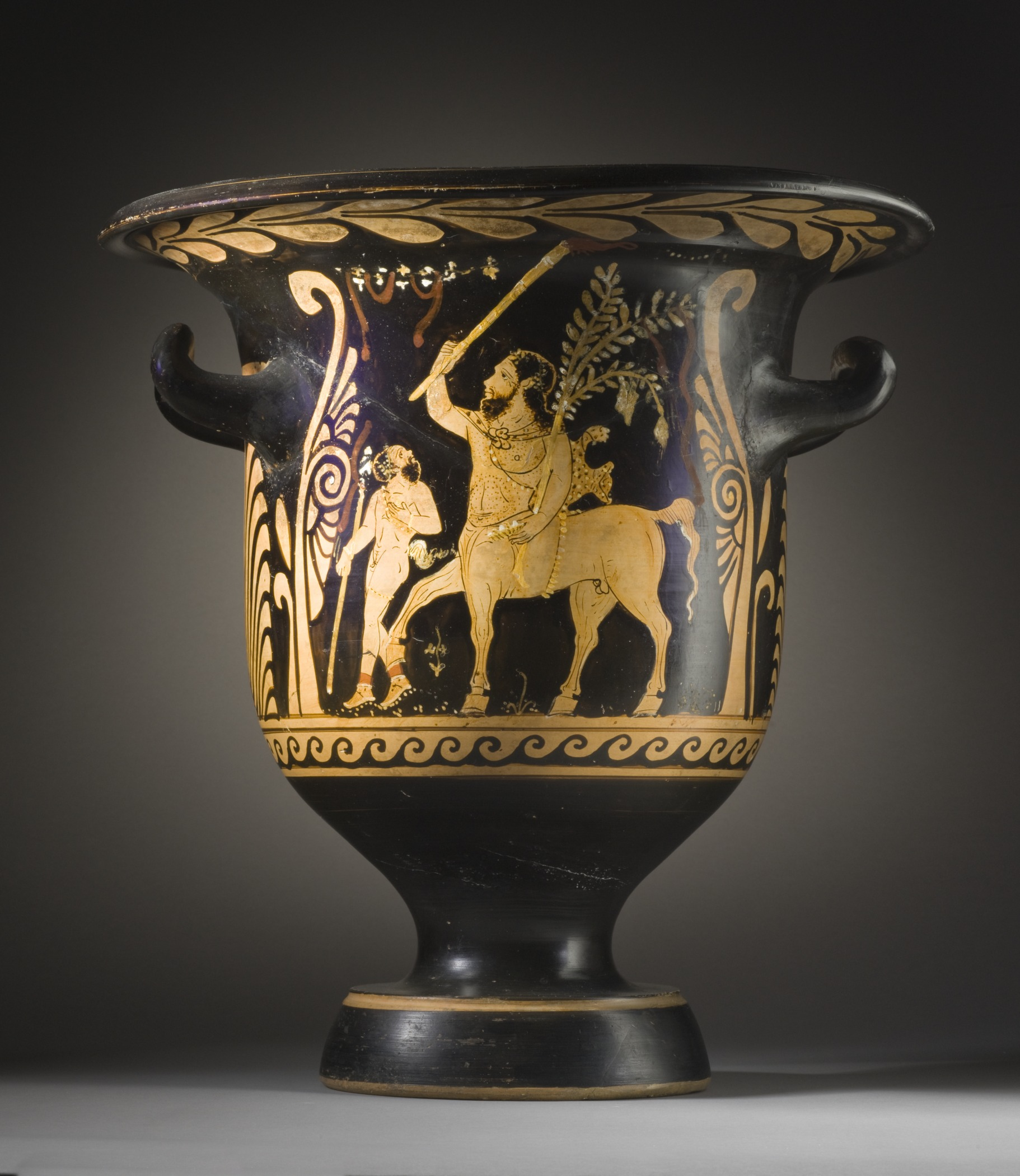
Кратер із зображенням кентавра Хірона, 350-325 до н.е.

### Образ і заняття
Кентаврів зображали як гібридних істот: вони мали людські голову, тулуб і руки, а нижче мали кінський тулуб з чотирма ногами. Іноді їм приписувався кирпатий ніс і загострені вуха.
Кентаври вели дикунське життя, населяли печери в Фессалійській Магнісії, де полювала на диких тварин. Озброювалася вони камінням і гілками дерев. Інше плем'я кентаврів жило в західному Пелопоннесі, а також існувало плем'я бикорогих кентаврів на острові Кіпр. Кентаври-жінки, кентавриди, зустрічаються лише в пізньому класичному мистецтві.

### Походження
Кентаври були нащадками Нефели та Іксіона. Зухвалий Іксіон, знехтувавши гостинністю Зевса, вирішив спокусити його дружину Геру на перелюб. Дізнавшись про це, Зевс створив із хмари Нефелу, надавши їй подоби Гери, яку Іксіон сприйняв за справжню і його спіймали на гарячому. Іксіона Зевс покарав, прив'язавши до вогненного колеса, що вічно котиться по небу. Нефела народила єдиного Кентавра, нащадками якого від магнісійських кобил став народ кентаврів. Перше покоління кентаврів було знане під назвою «гіппокентаври».
Бикорогі кентаври мали інше походження; спершу вони були даймонами річки Ламос, ламіанськими ферами. Зевс поставив їх охороняти малого Діоніса від підступів Гери, але розлючена богиня перетворила їх на кентаврів з бичими рогами. Пізніше ці кентаври супроводжували Діоніса в його поході до Індії.

### Кентаври та герої
Коли кентаври були запрошені до палацу царя лапітів Пейрітоя, сина Іксіона, кентавр Еврітіон випив вина та сп'янів. Це дало приклад іншим кентаврам, які стали пити без міри та спробували зґвалтувати наречену Пейрітоя, Гіпподамію. Счинилася бійка (кентавромахія), що поклала початок ворожнечі людей з кентаврами. За іншою версією кентаври вимагали частку царства від Пейрітоя, бо теж були нащадками Іксіона; бійка на бенкеті сталася потім. Тесей воював на боці Пейрітоя та вбив майже всіх кентаврів. Серед учасників тієї війни був аргонавт Поліфем.
Цар Кеней був покараний за свою гординю за допомогою кентаврів. Кеней примушував людей поклонятися йому як богу й не шанувати інших богів. Зевс послав проти нього кентаврів, які забили невразливого Кенея в землю і він помер через задуху.
Кентавр Хірон навчав Геракла та Ахілла. Пізніше Геракл гостював у кентавра Фола, що мав глек вина, залишений Діонісом. Коли Фол відкрив глек, кентаври обурилися, бо вино належало їм усім, і спробували вбити героя. Геракл відбив напад і змусив кентаврів тікати, переслідуванню їх завадила Нефела, наславши дощ. Випущена Гераклом отруєна стріла випадково потрапила в коліно Хірону. Той був приречений тепер вічно страждати від болю і пізніше позбувся страждань, обмінявши своє безсмертя на повернення титана Прометея з Аїду. Кентавр Несс, коли перевозив дружину Геракла Деяніру через річку, намагався зґвалтувати її. Геракл поцілив у кентавра отруєною стрілою. Помираючи, Несс дав Деянірі підступну пораду — зібрати його отруєну кров, яка нібито може повертати втрачене кохання. Це потім стало причиною смерті Геракла.
Тіні кентаврів були серед чудовиськ, які населяють царство Аїда. Хірон або Фол після смерті були перетворені Зевсом на сузір'я Кентавра. Сузір'я Стрільця — це кентавр Крот, який удостоївся цього за любов муз до нього.

## У мистецтві

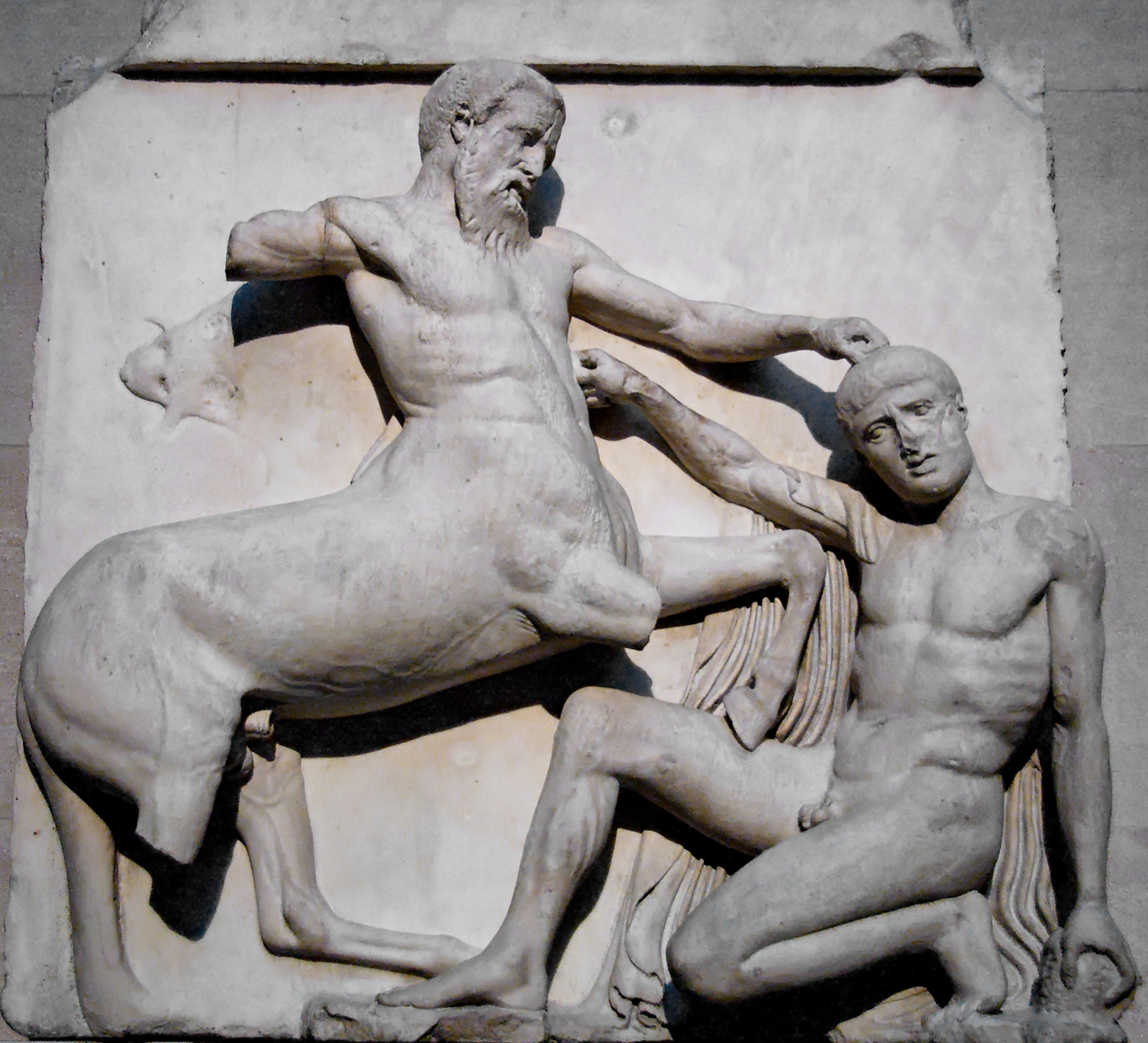
Фрагмент кентавромахії з оздоблення Парфенона

Кентаври були популярним мотивом у мистецтві Стародавньої Греції та зображалися на різноманітних об'єктах: від кераміки, ювелірних виробів і монет до саркофагів, пам'ятників і будівель. Найраніше відоме зображення кентавра це керамічна статуетка заввишки 36 см, що датується близько 1000 роком до н. е. Показово, що в нього по шість пальців на руках, що вказує на божественність, і схожі на людські передні ноги; можливо це статуетка Хірона.
У грецькому мистецтві архаїчного періоду кентаври зображувалися в трьох різних образах. Кентаври першого типу мають кінський тулуб і ноги, а там, де мала б починатися кінська шия, починається людський тулуб; цей тип найпоширеніший. Кентаври другого типу зображалися як люди, з'єднані на талії з задньою частиною коня (зокрема так описувався Хірон); в деяких випадках кентаври цих двох типів поміщалися разом. Кентаври третього типу нагадували перший, але мали людські передні ноги з копитами. На пізніших розписах амфор з'являються також крилаті кентаври.
Геракл, що бореться з Нессом, уперше з'являється на чорнофігурній амфорі VII ст. та міститься майже на сотні збережених ваз. Хірон на весіллі Фетіди та Пелея, а також Ахілл, який передається під опіку Хірона, є частими зображеннями на аттичній чорнофігурній та червонофігурній кераміці VI—V ст. до н. е. Так само популярними є сцени, що зображують битву Геракла з кентаврами після обіду з Фолом, які вперше з'являються на коринфських вазах VI ст. до н. е. Кентаврів зображали і в компанії Діоніса та стосовно пов'язаних із ним свят. Нарешті, є також рідкісні зображення Медузи як кентавра, наприклад, на амфорі з Беотії, близько 660 р. до н. е. Кентаврів показано на одному з найдавніших малюнків, які можна схарактеризувати як карикатуру: четверо цих істот тягнуть колісницю з богинею Нікою та Геркулесом, у яких комічні вирази облич. Кентавромахія, тобто битва між кентаврами та богами чи героями, була популярною темою декоративної скульптури на давньогрецьких будівлях, зокрема храмах. Найвідоміший приклад із західного фронтону храму Зевса в Олімпії (близько 460 р. до н. е.). Кентаври тут уособлюють боротьбу між варварством і цивілізацією і, зокрема, можуть бути метафорою перемоги Греції над Персією на початку V ст. до н. е. Кентаври також зображені на кількох метопах Парфенона, на бронзовому щиті бронзової Афіни роботи Фідія і на сандаліях культової статуї Афіни всередині Парфенона. Крім того, храм у Фоче-дель-Селе (Сицилія), та храм Афіни в Ассосі прикрашені скульптурами кентавромахій.
Кентаври були популярні і в римському мистецтві. Одним із прикладів є пара кентаврів, що тягнуть колісницю Костянтина Великого та його родини на Великій камеї Костянтина (приблизно 314—316 рр. н. е.). Це цілком язичницький образ попри те, що Костянтин знаний як покровитель раннього християнства. Саме в римському мистецтві з'явилися кентавриди, як на мозаїці II ст., де вони оточують Венеру.
За європейського середньовіччя кентаври зображалися в бестіаріях, позначаючи диявола через свій химерний вигляд. З іншого боку, кентаври також символізували астрологічний знак Стрільця; це надало кентавру протилежної ролі могутнього захисника. В епоху Відродження багато художників воліли зображувати кентаврів як охоронців, учителів або агресорів. Мікеланджело і Джамболонья зображали кентаврів у дії, тоді як Боттічеллі як пасивних приручених істот. Себестьяно Річчі належить картина кентавромахії 1705 р., сцена битви лапітів проти кентарів
У 12-й пісні «Божественної комедії» (перший пояс сьомого кола) Данте стикається зі зграєю кентаврів, які карали насильників над ближніми та над чужим майном. За дорученням Хірона, Несс везе на собі втомленого Данте.
У п'єсі Олеся Барліга «Демона викликаю, Тамаро!» кентаври представлені мешканцями потойбічного світу до якого потрапляють душі тих, хто здійснив самогубство.
Кентаври поширені в європейській геральдиці, частіше в континентальній. Кентавр, який тримає лук, стосується сузір'я Стрільця.

## Галерея

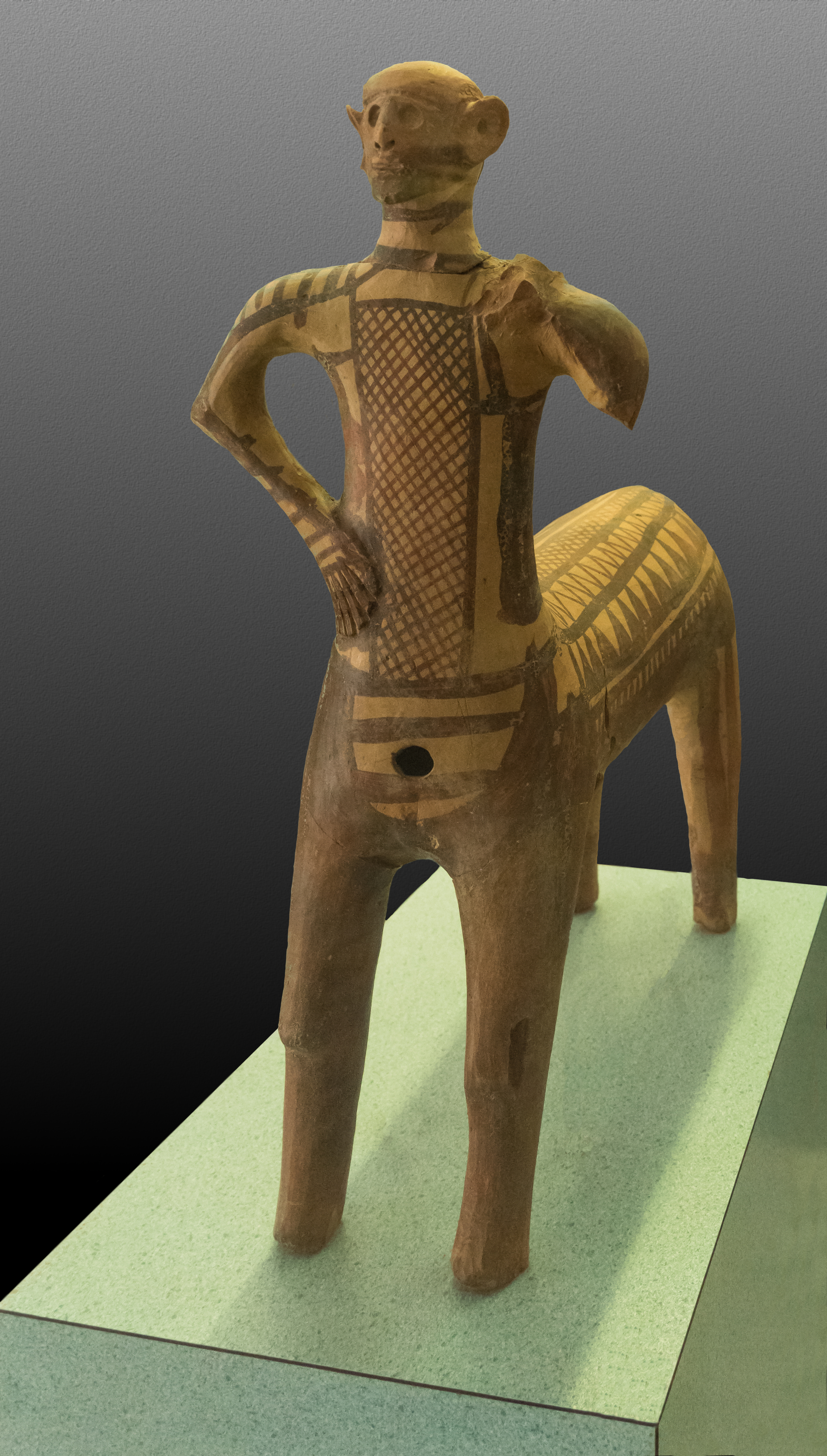
Кентавр Хірон з Лефканді. Археологічний музей Еретрії, Греція (бл. 1050-900 до н.е.)
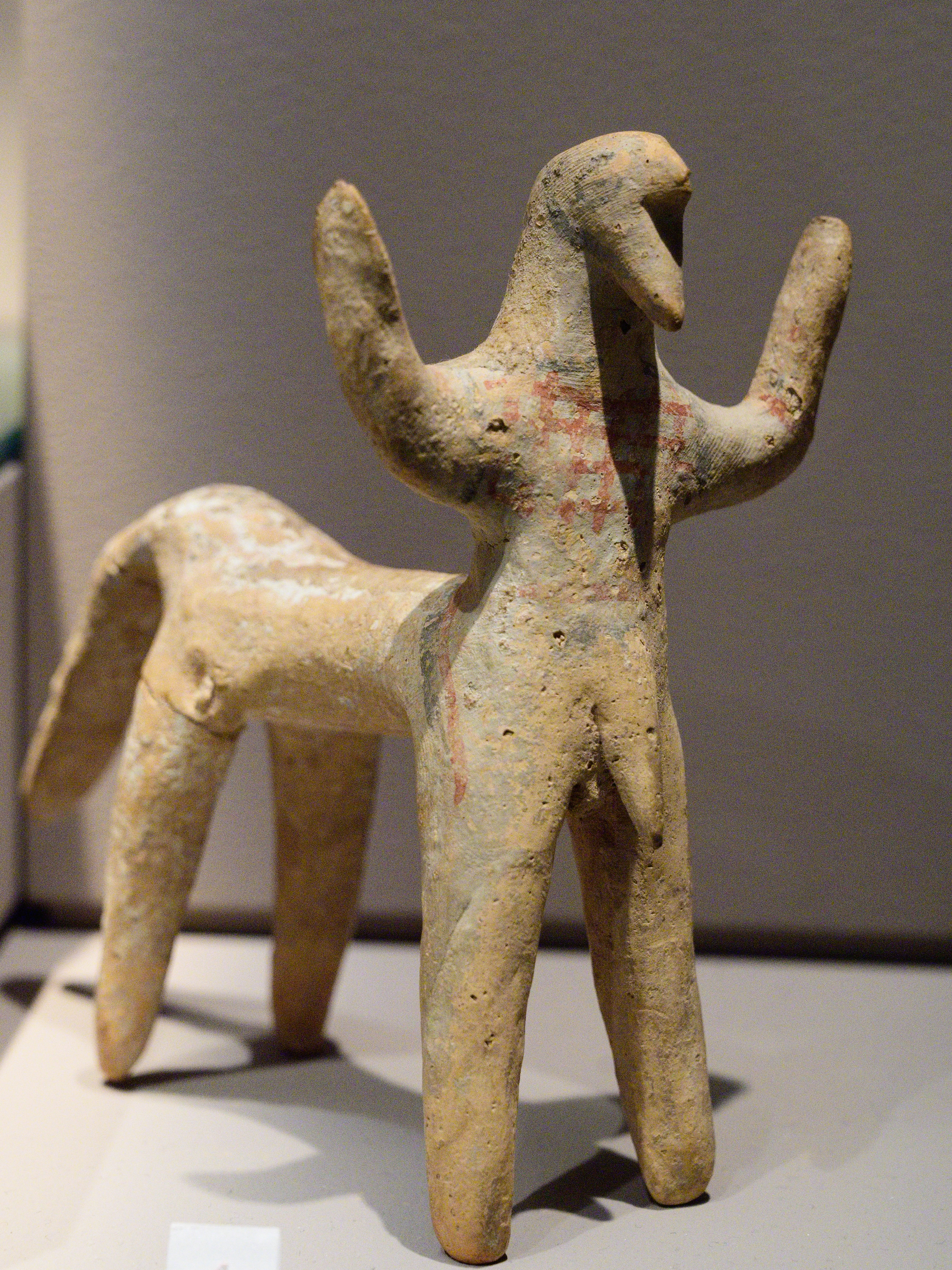
Глиняна фігурка кентавра. Музей кікладського мистецтва (поч. VII ст. до н.е.)
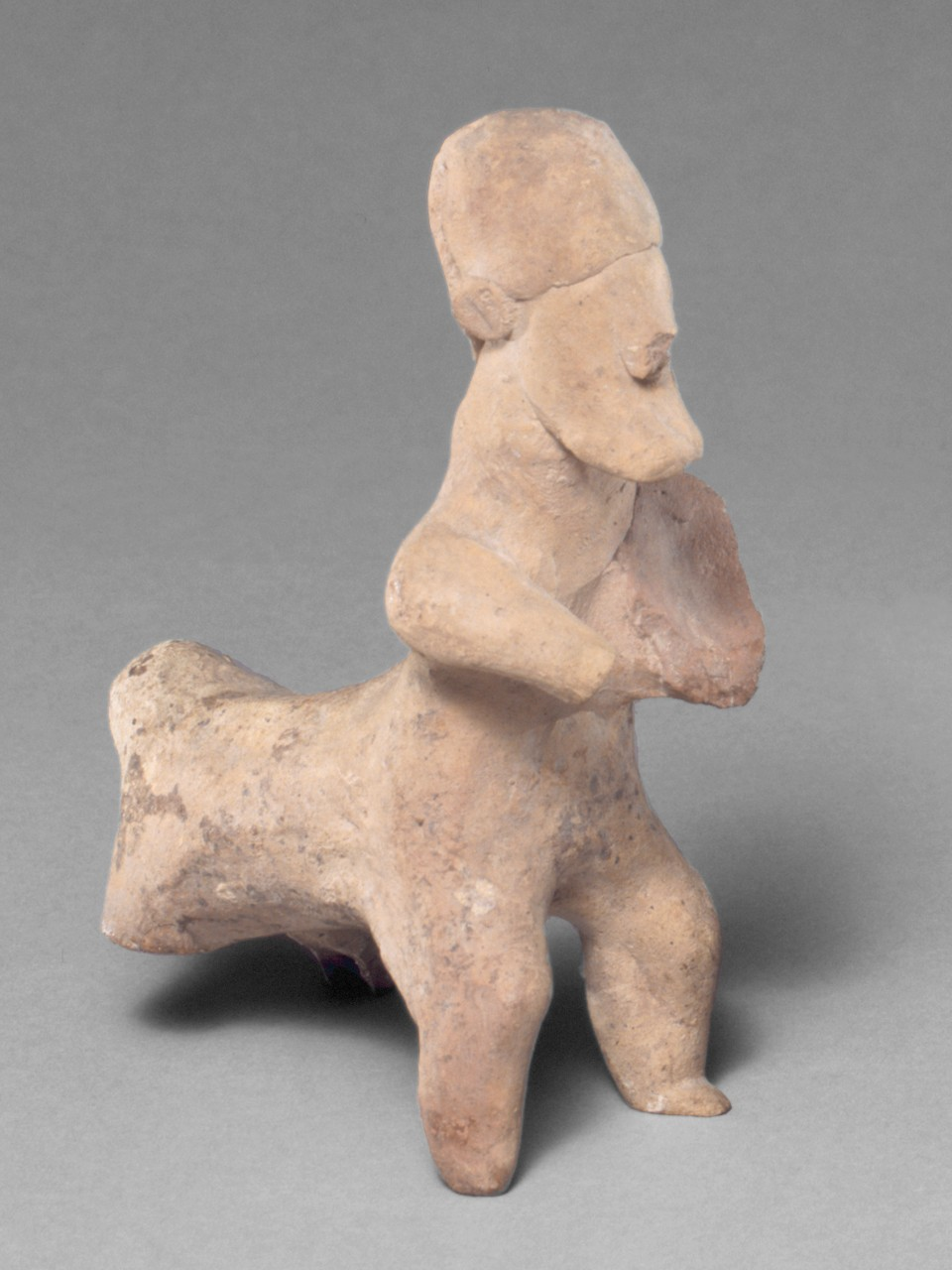
Теракотова фігурка кентавра. Музей мистецтва Метрополітен (бл. 600-480 до н.е.)
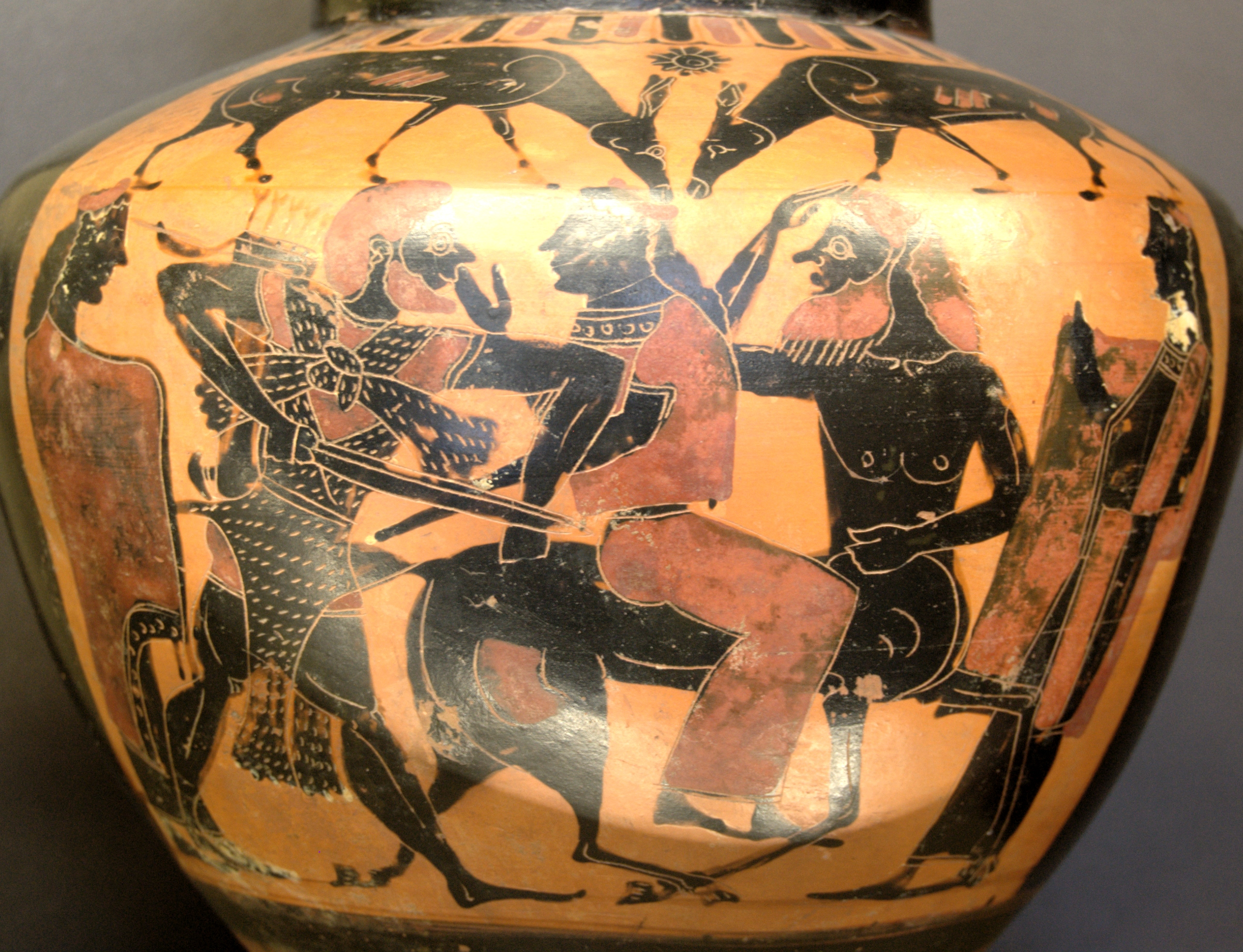
Геракл, Деяніра та Несс. Чорнофігурна гідрія, Лувр (бл. 575-550 до н.е.)
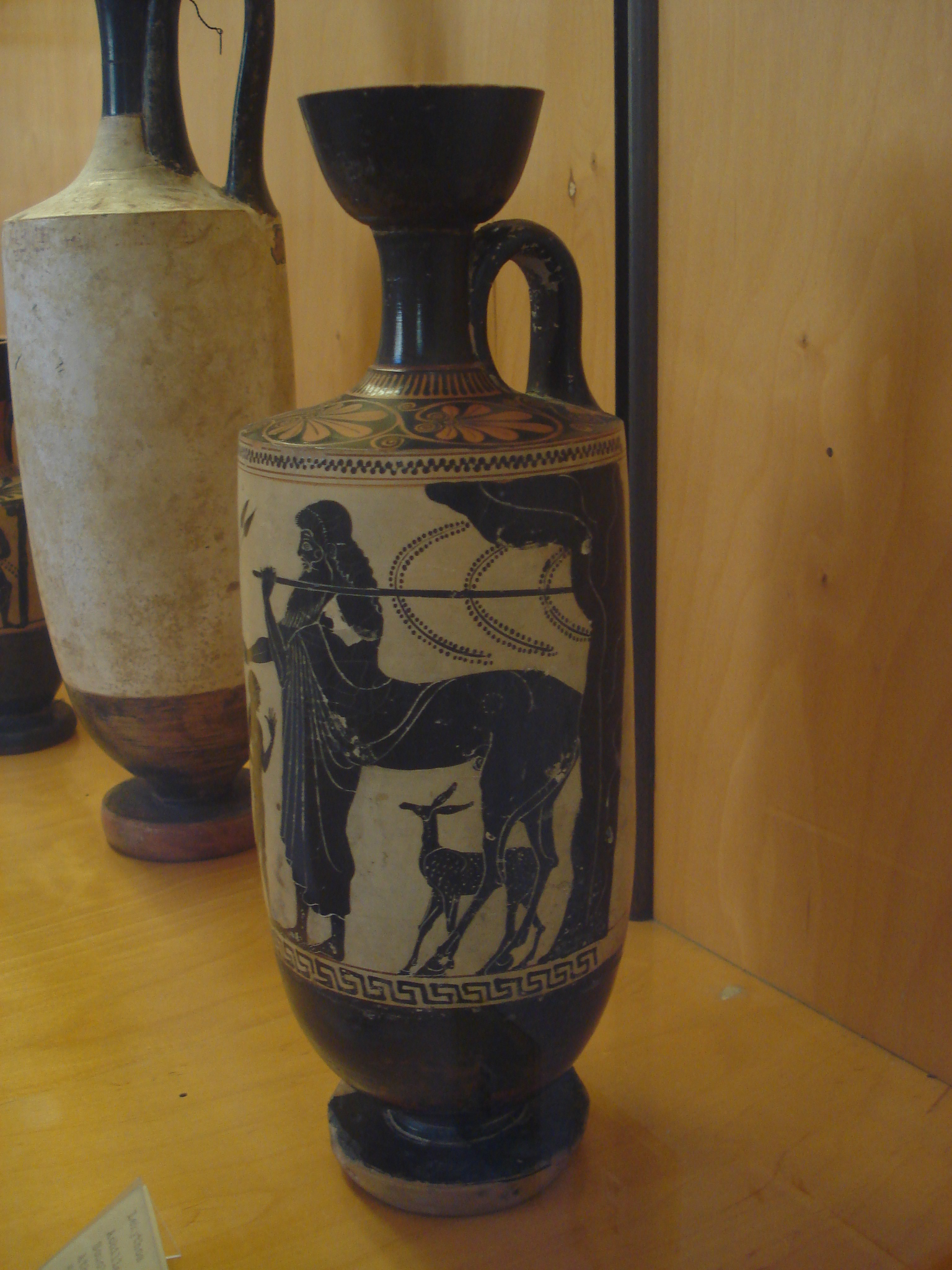
Хірон на лекіфі. Регіональний археологічний музей Антоніо Салінаса у Палермо (бл. 500 до н.е.)
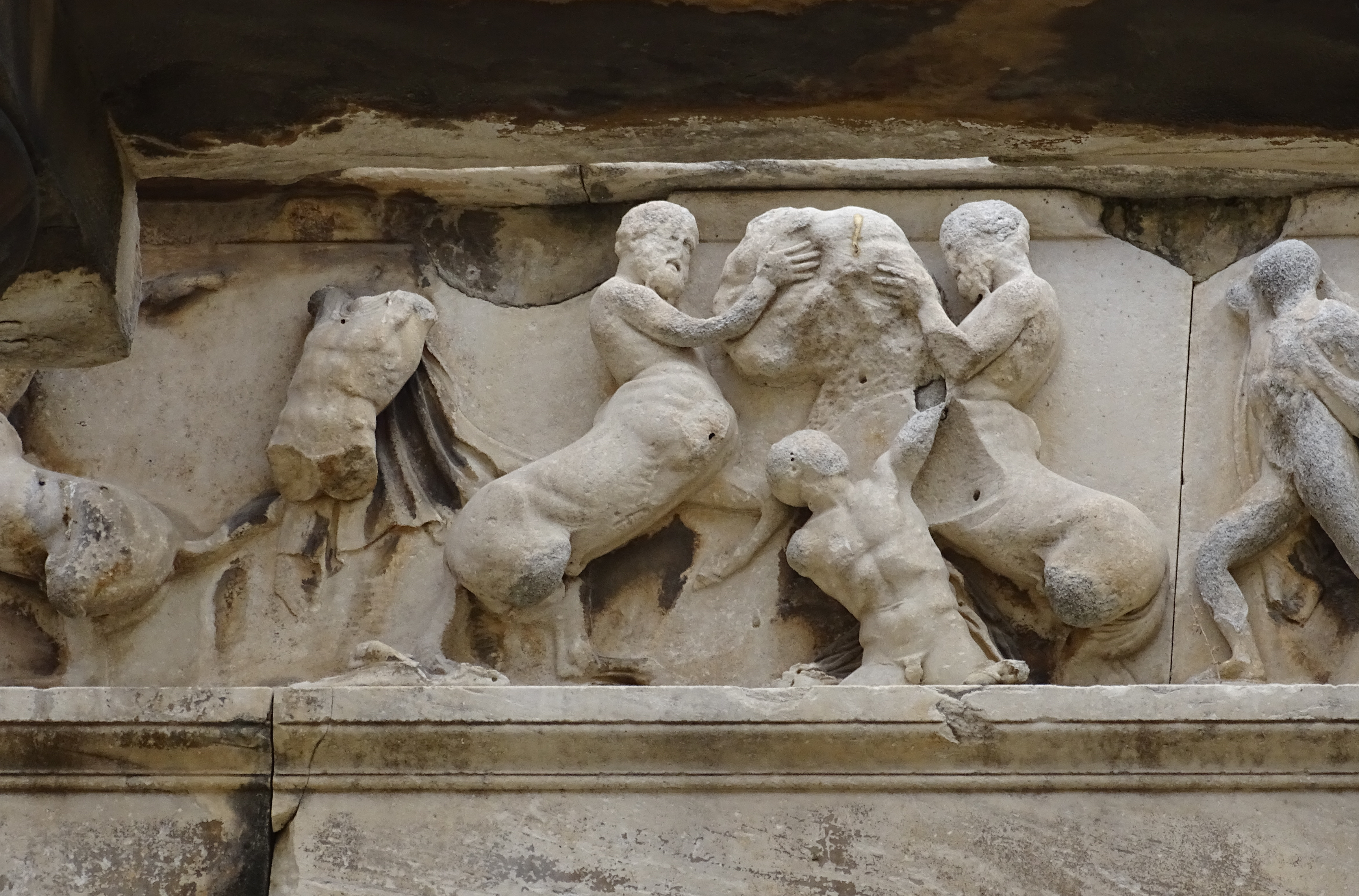
Фрагмент кентавромахії з храму Гефеста в Афінах (449-415 до н.е.)
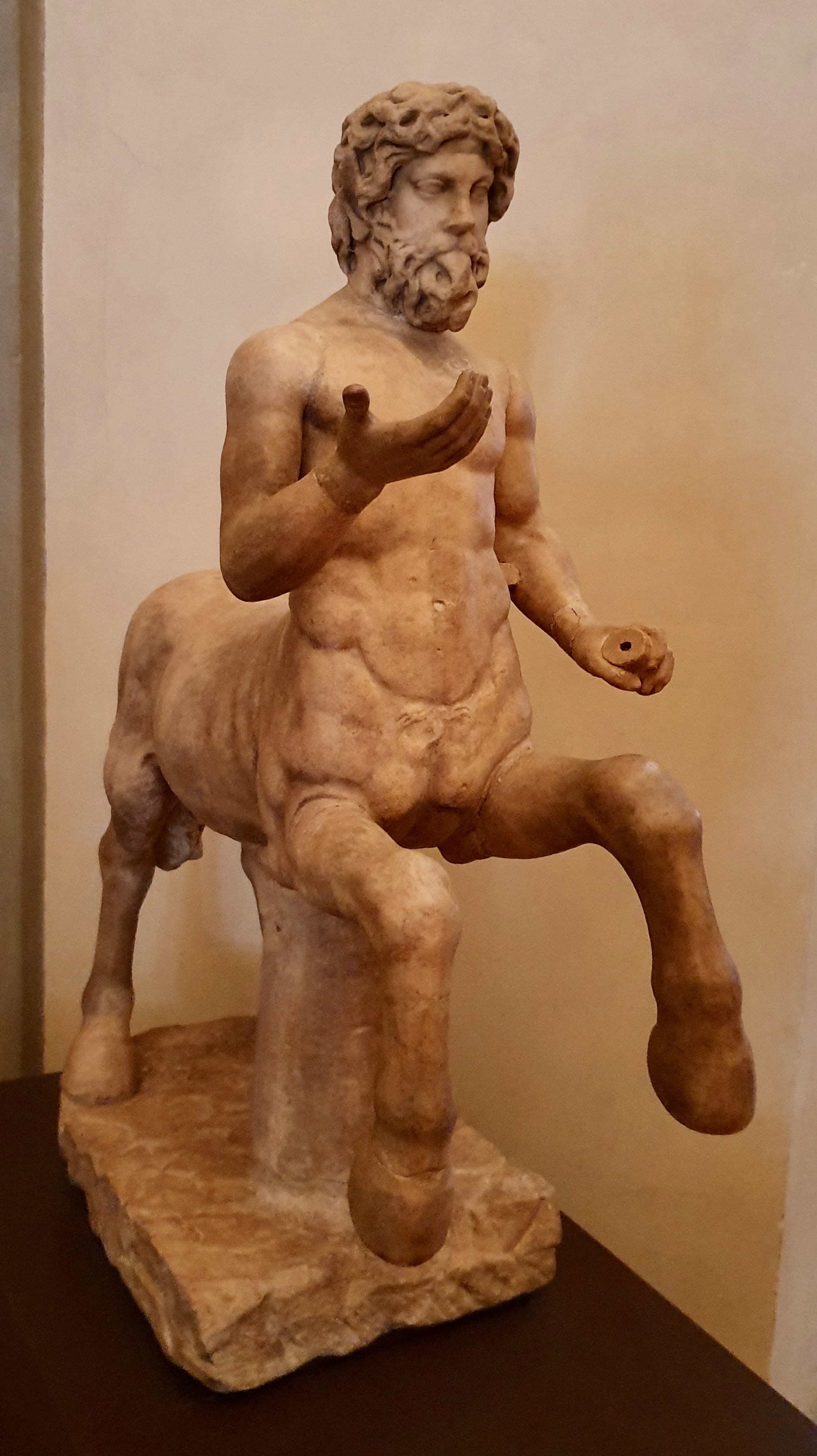
Римська скульптура кентавра. Галерея Уффіці (сер. II ст.)
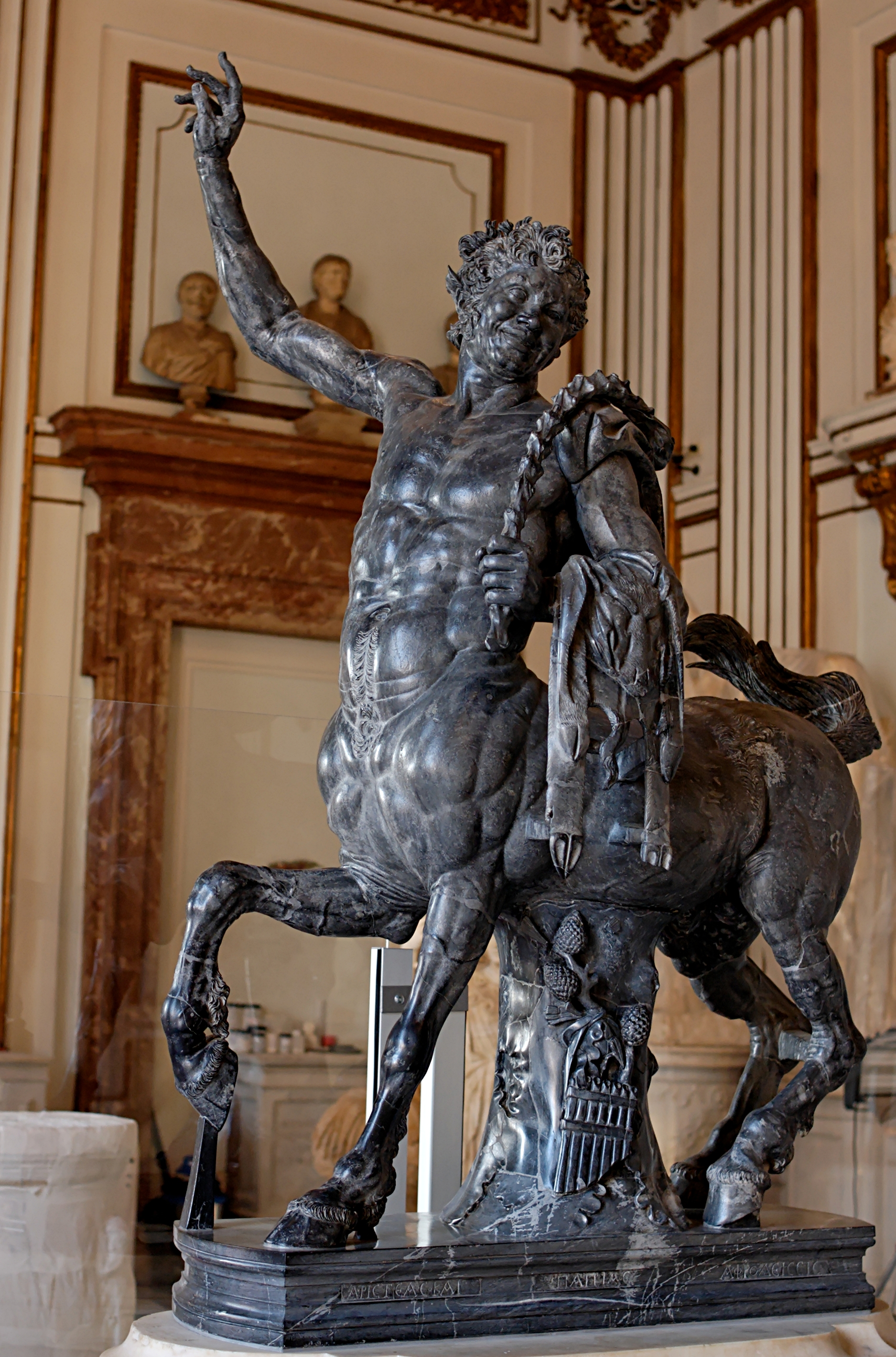
Молодий кентавр. Римська мармурова скульптура роботи Арістея і Папія з Афродісії, копія з грецького оригіналу, Капітолійські музеї
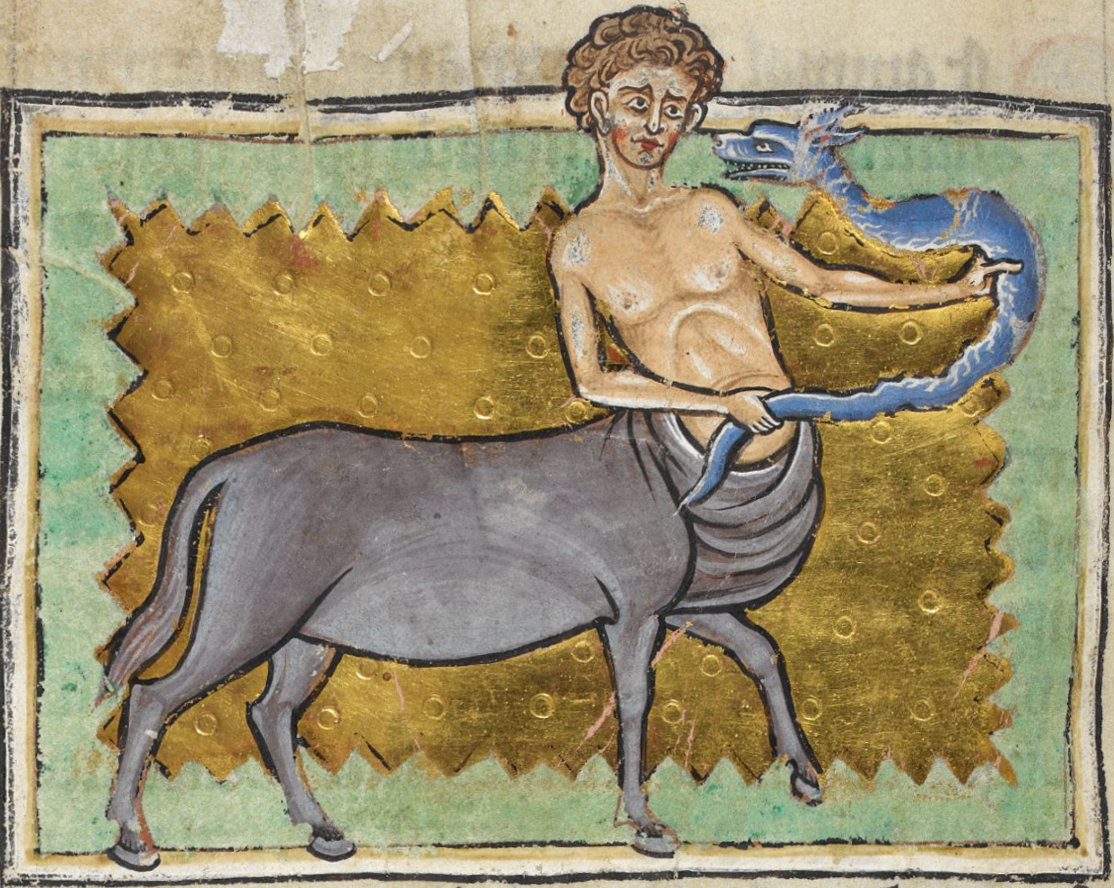
Кентавр із середньовічного бестіарію (1200-1210)
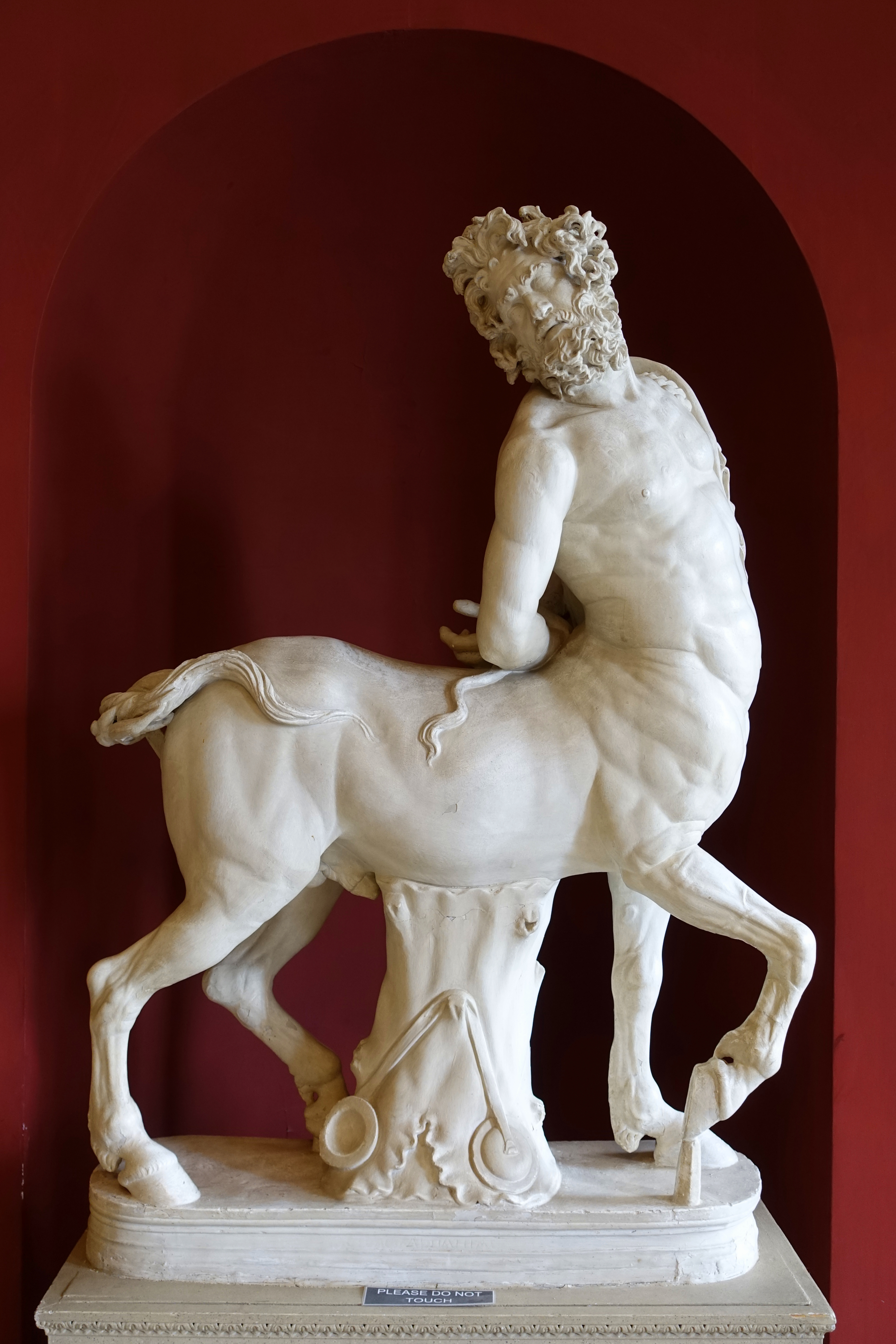
Кентавр сатира Марсія. Бартоломео Кавачеппі (1765)
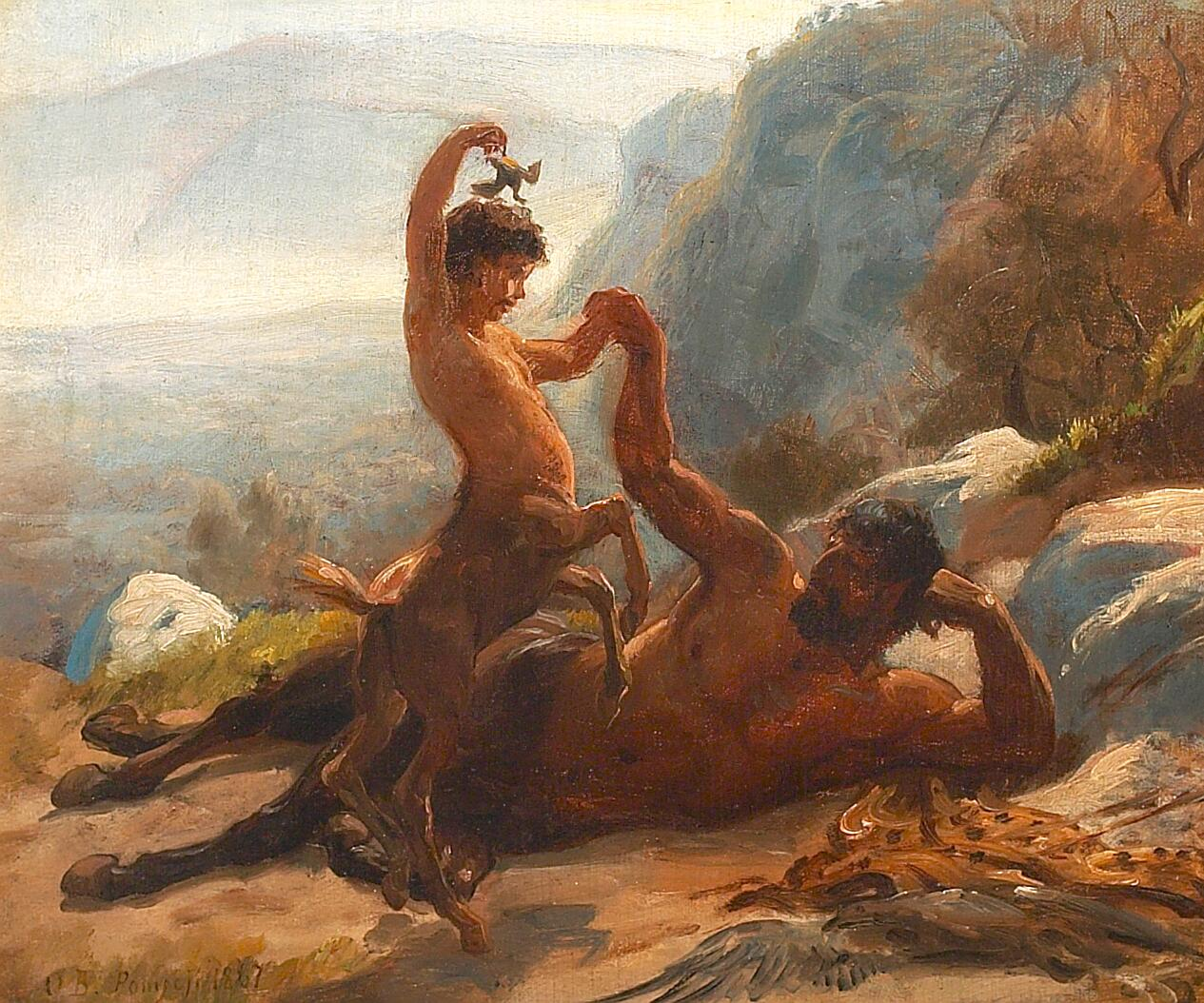
Кентавр грає зі своїм сином. Отто Бахе (1867)
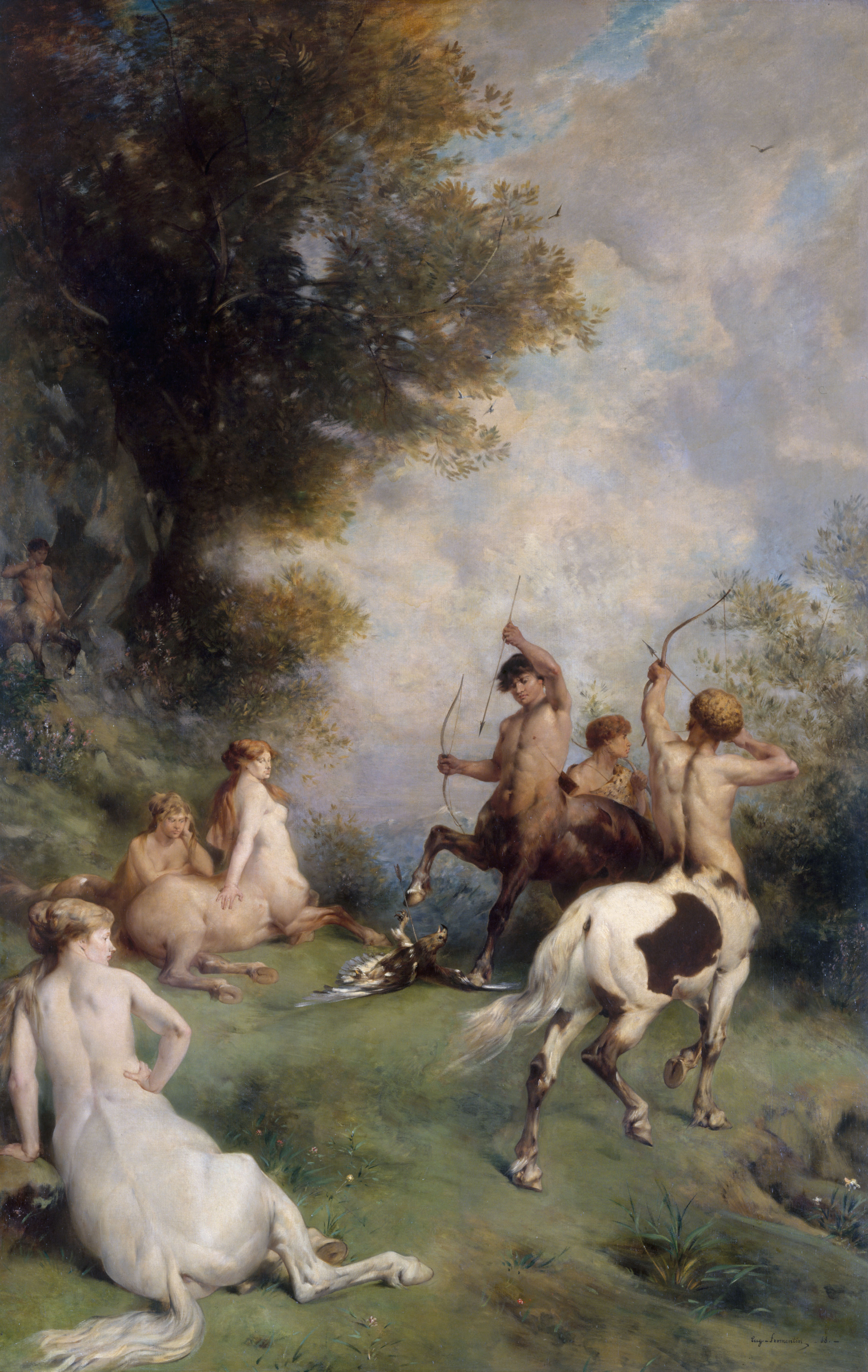
Кентаври. Ежен Фромантен, музей витончених мистецтв Парижа (1868)
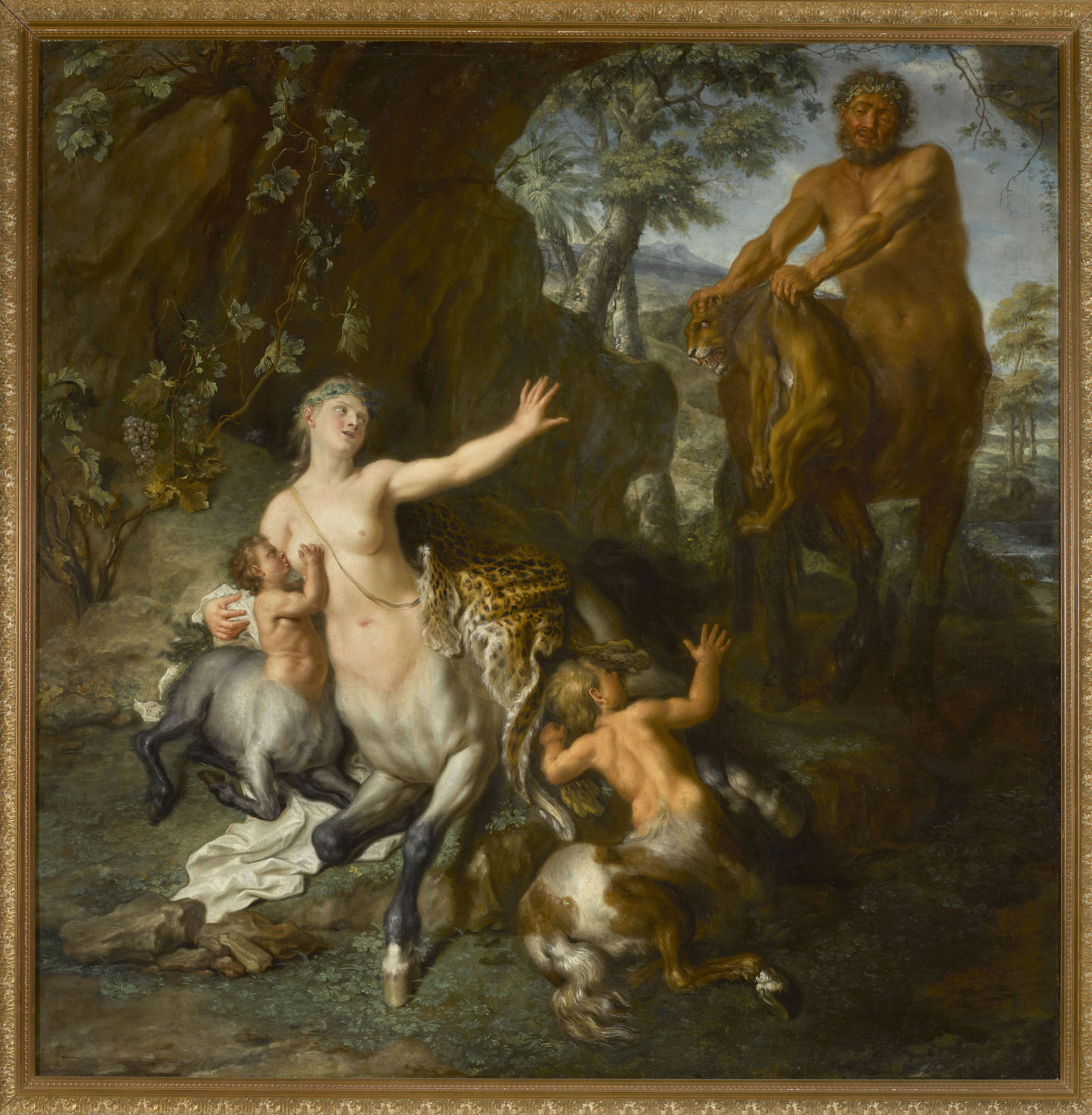
Родина кентаврів. Луї де Сільвестр, Національний музей у Варшаві (XVIII ст.)
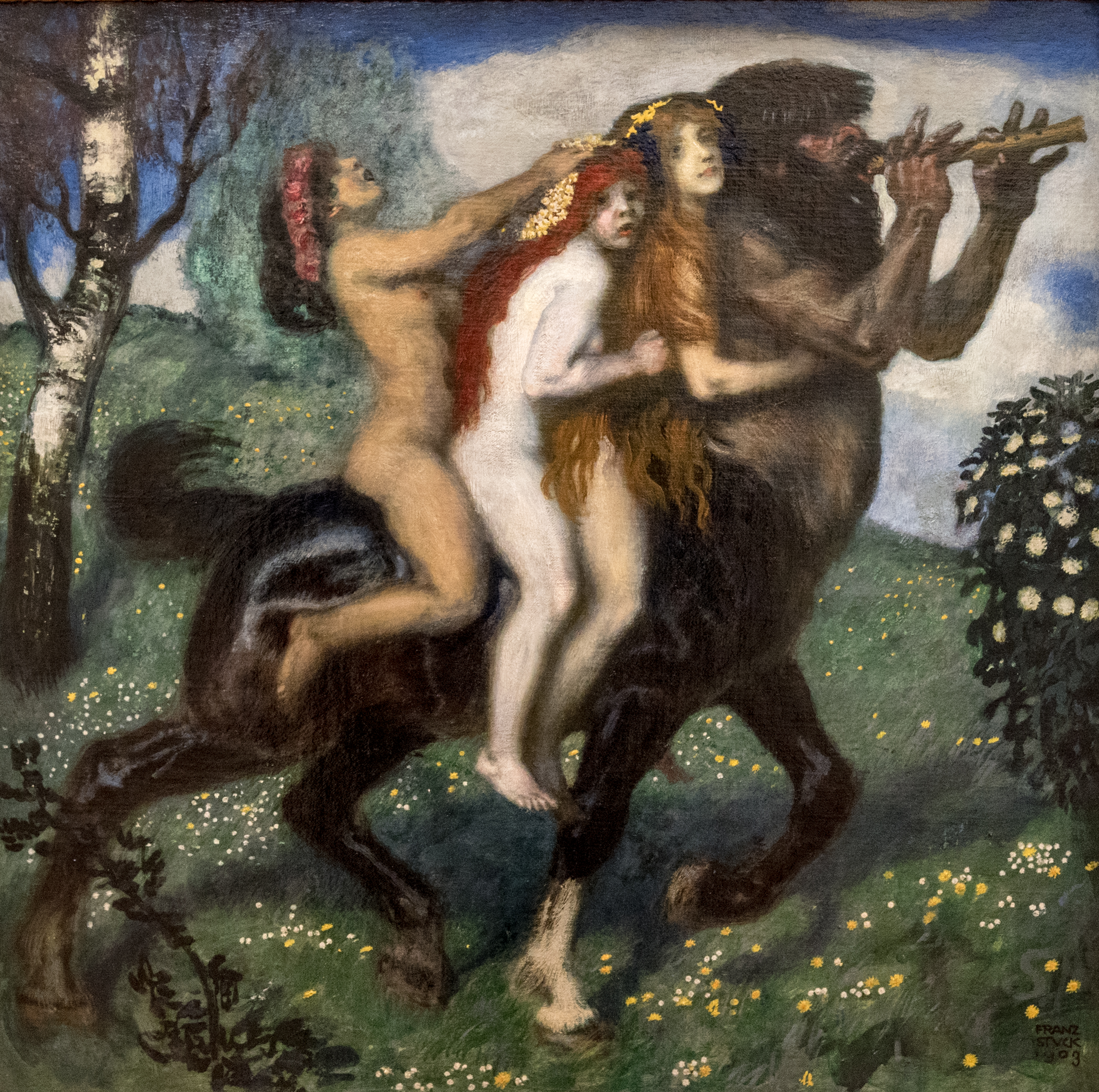
Прогулянка. Франц фон Штук, музей Георга Шефера, Німеччина (1903)
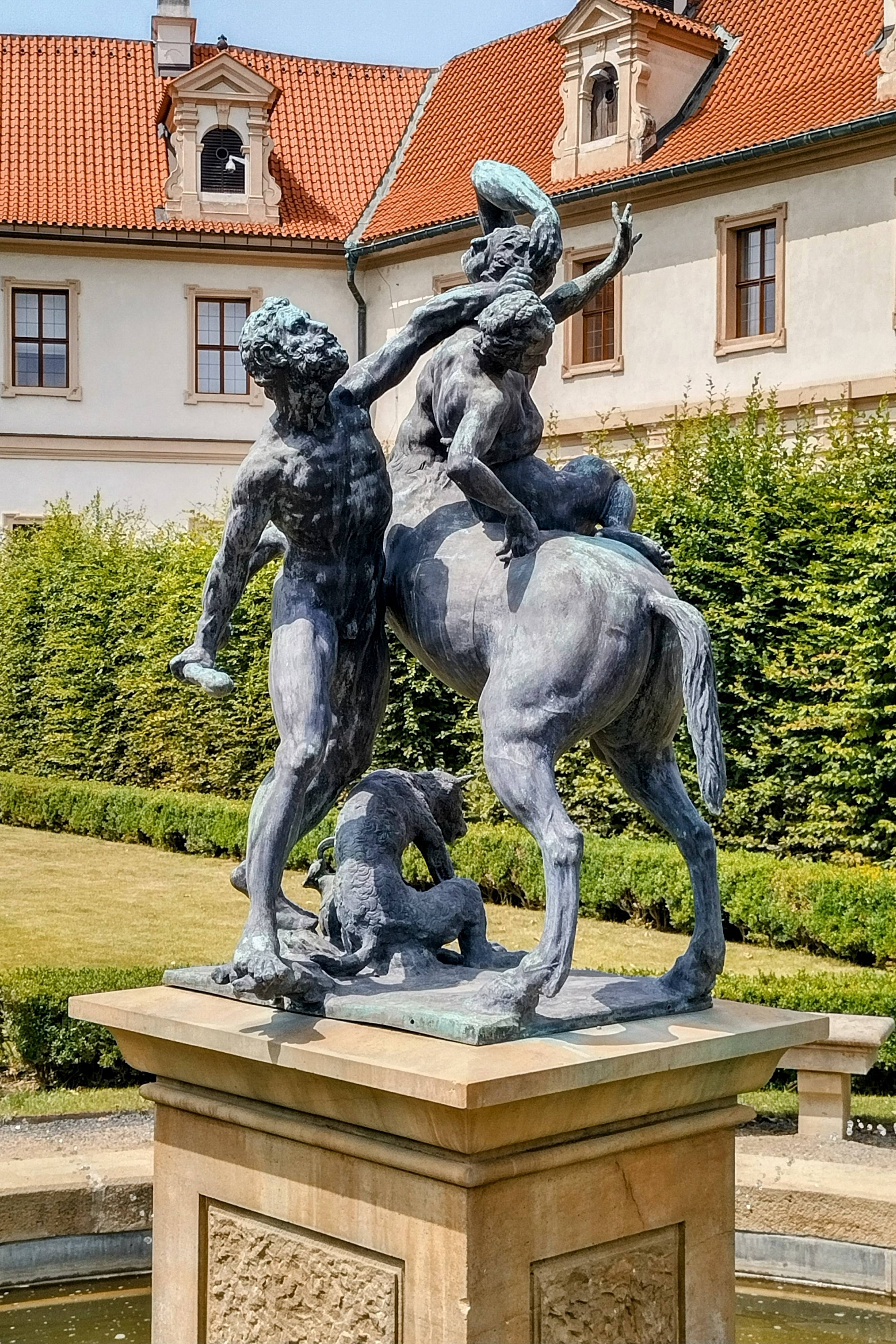
Геракл та кентавр. Адріан де Вріс, парк Валдштейнського палацу, Прага

## Трактування образу
Найпоширеніша версія стверджує, що образ кентаврів виник унаслідок реакції мінойців на кочівників, які їздили верхи на конях. Вершники описувалися як напівлюди-напівтварини. Бернал Діас дель Кастільо вказує, що ацтеки так само сприймали іспанських кавалеристів. Кентаври перебувають між дикістю та цивілізацією, але ближче до дикого стану, тому не можуть протистояти своїм пристрастям.
Роберт Ґрейвс вбачав у Кентаврі героя-провісника, що спершу зображався зі зміїним хвостом. Народ кентаврів, на його думку, був реальним людським племенем або кланом, де практикувалися екзогамні шлюби, а тотемом слугував кінь.